# أبوسي أوكاي
أبوسي أوكاي، هي مدينة تقع في منطقة أبليكوما المركزية في أكرا، غانا.

## الجغرافيا
يحدها سوق كانيشي من الشمال وسابون زانجو من الجنوب.

## الخدمات
تستضيف المنطقة أكبر سوق لقطع غيار السيارات في غانا في منطقة أكرا الكبرى، يوجد بها مجموعة متنوعة من ورش الهندسة المعدنية وإصلاح المركبات. 